# Kamer van volksvertegenwoordigers (samenstelling 1898-1900)

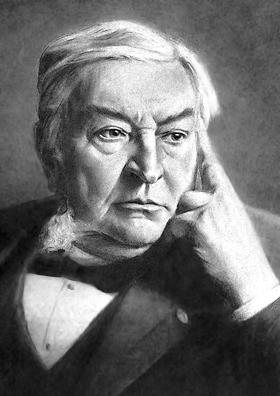
Parlementsvoorzitter Beernaert

De lijst van leden van de Belgische Kamer van volksvertegenwoordigers van 1898 tot 1900. De Kamer van volksvertegenwoordigers telde toen 152 leden. Het nationale kiesstelsel was in die periode gebaseerd op algemeen meervoudig stemrecht, volgens een systeem van een meerderheidsstelsel, gecombineerd met een districtenstelsel. Naargelang opleiding, cijns die men betaalde of een combinatie van beide kregen alle mannelijke Belgen van 25 jaar en ouder respectievelijk één, twee of drie stemmen.
De 21ste legislatuur van de Kamer van volksvertegenwoordigers liep van 8 november 1898 tot 5 mei 1900 en volgde uit de verkiezingen van 22 mei 1898. Bij deze verkiezingen werden 76 van de 152 parlementsleden verkozen in de kieskringen Gent, Aalst, Oudenaarde, Eeklo, Dendermonde, Sint-Niklaas, Aat, Doornik, Charleroi, Bergen, Thuin, Zinnik, Luik, Verviers, Hoei, Borgworm, Hasselt, Maaseik en Tongeren.
Tijdens deze legislatuur waren achtereenvolgens de regering-De Smet de Naeyer I (februari 1896 - januari 1899), regering-Vandenpeereboom (januari - juli 1899) en de regering-De Smet de Naeyer II (augustus 1899 - januari 1907) in functie. Dit waren allemaal katholieke meerderheden. De oppositie bestond dus uit de liberalen en de socialisten.

## Zittingen
In de 21ste zittingsperiode (1898-1900) vonden twee zittingen plaats. Van rechtswege kwamen de Kamers ieder jaar bijeen op de tweede dinsdag van november.
De openingszitting werd gehouden op dinsdag 8 november 1898 onder voorzitterschap van ouderdomsdeken Pierre Tack, bijgestaand door de twee jongste leden Henri Carton de Wiart en Georges Heupgen.
| Zitting                | Opening          | Sluiting         |
| ---------------------- | ---------------- | ---------------- |
| 1ste zitting 1898-1899 | 8 november 1898  | 10 november 1899 |
| 2de zitting 1899-1900  | 14 november 1899 | 7 mei 1900       |

De Kamer werd ontbonden in mei 1900, wat leidde tot een algehele vernieuwing op zondag 27 mei 1900.

## Samenstelling
| Fractie | Fractie     | Zetels |
| ------- | ----------- | ------ |
|         | Katholieken | 112    |
|         | Socialisten | 28     |
|         | Liberalen   | 12     |

## Lijst van de volksvertegenwoordigers
| Volksvertegenwoordiger               | Partij    | Kieskring     | Opmerkingen                                                  |
| ------------------------------------ | --------- | ------------- | ------------------------------------------------------------ |
| Edouard Biart                        | Katholiek | Antwerpen     |                                                              |
| Edward Coremans                      | Katholiek | Antwerpen     |                                                              |
| Auguste Delbeke                      | Katholiek | Antwerpen     |                                                              |
| Jean-Baptiste De Winter              | Katholiek | Antwerpen     |                                                              |
| Emile Van Reeth                      | Katholiek | Antwerpen     |                                                              |
| Louis Van den Broeck                 | Katholiek | Antwerpen     |                                                              |
| Maurice de Ramaix                    | Katholiek | Antwerpen     |                                                              |
| Charles Ullens de Schooten           | Katholiek | Antwerpen     |                                                              |
| Jacques Van den Bemden               | Katholiek | Antwerpen     |                                                              |
| Julien Koch                          | Katholiek | Antwerpen     |                                                              |
| Florimond Heuvelmans                 | Katholiek | Antwerpen     |                                                              |
| Albert Alexandre Lefebvre            | Katholiek | Mechelen      |                                                              |
| Edouard De Cocq                      | Katholiek | Mechelen      |                                                              |
| Florent Van Cauwenbergh              | Katholiek | Mechelen      |                                                              |
| Victor Emile Fris                    | Katholiek | Mechelen      |                                                              |
| Charles de Broqueville               | Katholiek | Turnhout      |                                                              |
| Henri de Merode-Westerloo            | Katholiek | Turnhout      |                                                              |
| Petrus Dierckx                       | Katholiek | Turnhout      |                                                              |
| Henri Carton de Wiart                | Katholiek | Brussel       |                                                              |
| Henri Colfs                          | Katholiek | Brussel       |                                                              |
| Edmond Nerincx                       | Katholiek | Brussel       |                                                              |
| Jules Renkin                         | Katholiek | Brussel       |                                                              |
| Edmond Mesens                        | Katholiek | Brussel       |                                                              |
| Camille De Jaer                      | Katholiek | Brussel       |                                                              |
| Frédéric De Bontridder               | Katholiek | Brussel       |                                                              |
| Julien Van Der Linden                | Katholiek | Brussel       |                                                              |
| Jean Bilaut                          | Katholiek | Brussel       |                                                              |
| Juliaan De Vriendt                   | Katholiek | Brussel       |                                                              |
| Jules de Borchgrave                  | Katholiek | Brussel       | Secretaris.                                                  |
| Hippolyte d'Ursel                    | Katholiek | Brussel       |                                                              |
| Eugène Fichefet                      | Katholiek | Brussel       |                                                              |
| Edouard Gilliaux                     | Katholiek | Brussel       |                                                              |
| Alphonse Hemeleers                   | Katholiek | Brussel       |                                                              |
| Léon de Somzée                       | Katholiek | Brussel       |                                                              |
| Léon Théodor                         | Katholiek | Brussel       |                                                              |
| Charles Mousset                      | Katholiek | Brussel       |                                                              |
| Frans Schollaert                     | Katholiek | Leuven        |                                                              |
| Jules de Trooz                       | Katholiek | Leuven        |                                                              |
| Léon Rosseeuw                        | Katholiek | Leuven        |                                                              |
| Albert Nyssens                       | Katholiek | Leuven        |                                                              |
| Edouard De Néeff                     | Katholiek | Leuven        |                                                              |
| Joseph-Adrien Beeckman               | Katholiek | Leuven        |                                                              |
| Georges Snoy                         | Katholiek | Nijvel        | Ondervoorzitter.                                             |
| Jules Melchior Brabant               | Katholiek | Nijvel        |                                                              |
| Emile de Lalieux de La Rocq          | Katholiek | Nijvel        |                                                              |
| Louis Stouffs                        | Katholiek | Nijvel        |                                                              |
| Amedée Visart de Bocarmé             | Katholiek | Brugge        |                                                              |
| Adolphe Declercq                     | Katholiek | Brugge        |                                                              |
| Alfred Ronse                         | Katholiek | Brugge        |                                                              |
| Julien Liebaert                      | Katholiek | Kortrijk      |                                                              |
| Pierre Tack                          | Katholiek | Kortrijk      |                                                              |
| Auguste Reynaert                     | Katholiek | Kortrijk      |                                                              |
| Jules Vandenpeereboom                | Katholiek | Kortrijk      |                                                              |
| Auguste Hamman                       | Katholiek | Oostende      |                                                              |
| Jules Vanderheyde                    | Katholiek | Oostende      |                                                              |
| Théophile de Lantsheere              | Katholiek | Diksmuide     |                                                              |
| Léon Visart de Bocarmé               | Katholiek | Veurne        | Quaestor.                                                    |
| Auguste Beernaert                    | Katholiek | Tielt         | Parlementsvoorzitter.                                        |
| Maurice Van der Bruggen              | Katholiek | Tielt         |                                                              |
| Fernand de Jonghe d'Ardoye           | Katholiek | Roeselare     | Quaestor.                                                    |
| Adrien Spillebout                    | Katholiek | Roeselare     |                                                              |
| René Colaert                         | Katholiek | Ieper         |                                                              |
| Félix Van Merris                     | Katholiek | Ieper         |                                                              |
| Henri Iweins d'Eeckhoutte            | Katholiek | Ieper         |                                                              |
| Charles Woeste                       | Katholiek | Aalst         |                                                              |
| Léon de Bethune                      | Katholiek | Aalst         |                                                              |
| Louis De Sadeleer                    | Katholiek | Aalst         | Ondervoorzitter.                                             |
| Arthur Vanderlinden                  | Katholiek | Aalst         |                                                              |
| Paul Raepsaet                        | Katholiek | Oudenaarde    |                                                              |
| Louis Thienpont                      | Katholiek | Oudenaarde    |                                                              |
| Auguste Ferrant                      | Katholiek | Oudenaarde    |                                                              |
| Paul de Smet de Naeyer               | Katholiek | Gent          |                                                              |
| Victor Begerem                       | Katholiek | Gent          |                                                              |
| Gérard Cooreman                      | Katholiek | Gent          |                                                              |
| Arthur Ligy                          | Katholiek | Gent          |                                                              |
| Justin Van Cleemputte                | Katholiek | Gent          |                                                              |
| Jules Maenhaut van Lemberge          | Katholiek | Gent          |                                                              |
| Auguste Huyshauwer                   | Katholiek | Gent          | Secretaris.                                                  |
| Eugène De Guchtenaere                | Katholiek | Gent          |                                                              |
| Louis de Hemptinne                   | Katholiek | Gent          |                                                              |
| Arnold t'Kint de Roodenbeke          | Katholiek | Eeklo         |                                                              |
| Alfons Janssens                      | Katholiek | Sint-Niklaas  |                                                              |
| Auguste Raemdonck van Megrode        | Katholiek | Sint-Niklaas  |                                                              |
| Frans Van Brussel                    | Katholiek | Sint-Niklaas  |                                                              |
| Joseph Nicolas Van Naemen            | Katholiek | Sint-Niklaas  |                                                              |
| Léon De Bruyn                        | Katholiek | Dendermonde   |                                                              |
| Emile Tibbaut                        | Katholiek | Dendermonde   |                                                              |
| Abel de Kerchove d'Exaerde           | Katholiek | Dendermonde   |                                                              |
| Paul Pastur                          | Socialist | Charleroi     | Vervangt vanaf 16 januari 1900 de overleden Léopold Fagnart. |
| Emile Vandervelde                    | Socialist | Charleroi     |                                                              |
| Jules Destrée                        | Socialist | Charleroi     |                                                              |
| Pierre Lambillotte                   | Socialist | Charleroi     |                                                              |
| Léon Furnémont                       | Socialist | Charleroi     |                                                              |
| Jean Caeluwaert                      | Socialist | Charleroi     |                                                              |
| Henri Léonard                        | Socialist | Charleroi     |                                                              |
| Ferdinand Cavrot                     | Socialist | Charleroi     |                                                              |
| Léon Defuisseaux                     | Socialist | Bergen        |                                                              |
| Arthur Bastien                       | Socialist | Bergen        |                                                              |
| Henri Roger                          | Socialist | Bergen        |                                                              |
| Alphonse Brenez                      | Socialist | Bergen        |                                                              |
| Alfred Defuisseaux                   | Socialist | Bergen        |                                                              |
| Aurèle Maroille                      | Socialist | Bergen        |                                                              |
| Louis Bertrand                       | Socialist | Zinnik        |                                                              |
| Jules Mansart                        | Socialist | Zinnik        |                                                              |
| René Branquart                       | Socialist | Zinnik        | Vervangt vanaf 25 augustus 1899 de overleden Oscar Paquay.   |
| Alphonse Stiénon du Pré              | Katholiek | Doornik       |                                                              |
| Henri Duquesne Watelet de la Vinelle | Katholiek | Doornik       |                                                              |
| Joseph Hoÿois                        | Katholiek | Doornik       |                                                              |
| Edmond Moyart                        | Katholiek | Doornik       |                                                              |
| Oswald Ouverleaux                    | Liberaal  | Aat           |                                                              |
| Georges Heupgen                      | Liberaal  | Aat           |                                                              |
| Georges Grimard                      | Socialist | Thuin         |                                                              |
| Aristide Walthéry                    | Socialist | Thuin         |                                                              |
| Nicolas Berloz                       | Socialist | Thuin         |                                                              |
| Emile Mouton                         | Liberaal  | Hoei          |                                                              |
| Georges Hubin                        | Socialist | Hoei          |                                                              |
| Dominique Pitsaer                    | Katholiek | Borgworm      |                                                              |
| Dieudonné Alfred Ancion              | Katholiek | Borgworm      | Vervangt vanaf 7 februari 1900 de overleden François Streel. |
| Charles Magnette                     | Liberaal  | Luik          | Secretaris.                                                  |
| Alfred Journez                       | Liberaal  | Luik          |                                                              |
| Alfred Micha                         | Liberaal  | Luik          | Vervangt vanaf 18 april 1899 de overleden Paul Heuse.        |
| Ferdinand Fléchet                    | Liberaal  | Luik          |                                                              |
| Émile Jeanne                         | Liberaal  | Luik          |                                                              |
| Hector Denis                         | Socialist | Luik          |                                                              |
| Célestin Demblon                     | Socialist | Luik          |                                                              |
| Edward Anseele                       | Socialist | Luik          |                                                              |
| Joseph Wettinck                      | Socialist | Luik          |                                                              |
| Jean-Baptiste Schinler               | Socialist | Luik          |                                                              |
| Paul Smeets                          | Socialist | Luik          |                                                              |
| Jean Delhez                          | Katholiek | Verviers      |                                                              |
| Antoine Borboux                      | Katholiek | Verviers      |                                                              |
| Auguste Loslever                     | Katholiek | Verviers      | Secretaris.                                                  |
| Jules Poswick                        | Katholiek | Verviers      |                                                              |
| Clément Cartuyvels                   | Katholiek | Hasselt       |                                                              |
| Albert de Theux de Meylandt          | Katholiek | Hasselt       |                                                              |
| Adrien de Corswarem                  | Katholiek | Hasselt       |                                                              |
| Joris Helleputte                     | Katholiek | Maaseik       |                                                              |
| Henri Gielen                         | Katholiek | Tongeren      |                                                              |
| Camille Desmaisières                 | Katholiek | Tongeren      |                                                              |
| Henry Delvaux de Fenffe              | Katholiek | Bastenaken    |                                                              |
| Adolphe de Limburg Stirum            | Katholiek | Aarlen        |                                                              |
| Paul de Favereau                     | Katholiek | Marche        |                                                              |
| Winand Heynen                        | Katholiek | Neufchâteau   |                                                              |
| Georges Lorand                       | Liberaal  | Virton        |                                                              |
| Charles Mincé du Fontbaré            | Katholiek | Philippeville |                                                              |
| Léon Hubert                          | Katholiek | Philippeville |                                                              |
| Paul Marie Delvaux                   | Katholiek | Dinant        |                                                              |
| Jules de Montpellier d'Annevoie      | Katholiek | Dinant        |                                                              |
| Joseph Bodart                        | Liberaal  | Namen         |                                                              |
| Léopold Gillard                      | Liberaal  | Namen         |                                                              |
| Eugène Hambursin                     | Liberaal  | Namen         |                                                              |
| Gustave Defnet                       | Socialist | Namen         |                                                              |